# Cserhátsurány
Cserhátsurány är en ort (by) i provinsen Nógrád i norra Ungern. Orten har 693 invånare (2024), på en yta av 18,80 km². Den ligger cirka 15 kilometer sydost om Balassagyarmat.